# Hermann Maximilian Carl Ludwig Friedrich zu Solms-Laubach
Hermann zu Solms-Laubach, més exactament: Hermann Maximilian Carl Ludwig Friedrich Graf zu Solms-Laubach (23 de desembre de 1842, Laubach, Gran Ducat de Hesse – 24 de novembre de 1915, Estrasburg) va ser un botànic. Els gèneres Solmsia Baill. (Thymelaeaceae) i Solms-Laubachia Muschl. ex Diels (Brassicaceae) el commemoren. També va ser commemorat amb el gènere Absolmsia (Asclepiadaceae) Kuntze.

## Biografia
El Comte Solms-Laubach estudià a Giessen, Berlín, Fribourg i Ginebra. El 1872 va esdevenir professor associat a la Universitat d'Estrasburg; el 1879 va ser nomenat professor i director del jardí botànic de Göttingen, i el 1888 d'Estrasburg.
Entre octubre de 1883 i març de 1884 viatjà a Java i va estar tres mesos a Buitenzorg (actualment Bogor), especialment al seu jardí botànic.
Va ser membre de la Linnean Society, la Royal Society, la Geographic Society; i va rebre la Gold Medal de la Linnean Society el 1911.

## Obra
Va editar la Botanische Zeitung. Va fer contribucions sobre les Rafflesiaceae, Caricaceae, Pandanaceae, Hydnoraceae, Chloranthaceae, Lennoaceae i Pontederiaceae en les obres de Martius, de Candolle, Engler i Prantl.